# Mordaszki
Mordaszki (ros. Мордашки) – wieś (ros. деревня, trb. dieriewnia) w zachodniej Rosji, w osiedlu wiejskim Titowszczinskoje rejonu diemidowskiego w obwodzie smoleńskim.

## Geografia
Miejscowość położona jest nad Wierzoną (dopływ Lesnowki), 3,5 km od drogi regionalnej 66K-11 (R120 / Olsza – Diemidow – Wieliż – granica z obwodem pskowskim), 3,5 km od centrum administracyjnego osiedla wiejskiego (Titowszczina), 4 km od centrum administracyjnego rejonu (Diemidow), 59,5 km od stolicy obwodu (Smoleńsk), 34,5 km od granicy z Białorusią.
W granicach miejscowości znajduje się ulica Lesnaja (1 posesja).

## Demografia
W 2010 r. miejscowość zamieszkiwała 1 osoba.

## Historia
W czasie II wojny światowej od lipca 1941 roku wieś była okupowana przez hitlerowców. Wyzwolenie nastąpiło we wrześniu 1943 roku.